# Santa Lucia (Ilocos Sur)
Santa Lucia è una municipalità di terza classe delle Filippine, situata nella provincia di Ilocos Sur, nella regione di Ilocos.
Santa Lucia è formata da 36 baranggay:
- Alincaoeg
- Angkileng
- Arangin
- Ayusan (Pob.)
- Banbanaba
- Bani
- Bao-as
- Barangobong (Pob.)
- Buliclic
- Burgos (Pob.)
- Cabaritan
- Catayagan
- Conconig East
- Conconig West
- Damacuag
- Luba
- Lubong
- Nagrebcan

- Nagtablaan
- Namatican
- Nangalisan
- Palali Norte
- Palali Sur
- Paoc Norte
- Paoc Sur
- Paratong
- Pila East
- Pila West
- Quinabalayangan
- Ronda
- Sabuanan
- San Juan
- San Pedro
- Sapang
- Suagayan
- Vical